# وزارة الدفاع (البرازيل)
وزارة الدفاع البرازيلية (بالبرتغالية: Ministério da Defesa‏) هي الوزارة المسؤولة عن إدارة الجيش البرازيلي و يرأسها وزير الدفاع.
تتكون وزارة الدفاع من ثلاثة مكونات رئيسية تحت هيكلها القيادي - قيادة القوات البرية وقيادة البحرية وقيادة القوات الجوية. من بين الوكالات العديدة التي تديرها وزارة الدفاع الوكالة الوطنية للطيران المدني، و شركة البنية التحتية للمطارات البرازيلية، ومدرسة الحرب العليا. يقع المقر الرئيسي للوزارة في ساحة الوزارات في المحور الضخم، برازيليا.

## سياسة الدفاع
ترتكز سياسة الدفاع الوطني للبرازيل علي سياسة الدفاع الوطني وسياسة التعبئة الوطنية واستراتيجية الدفاع الوطني.